# Dioptis ilerdina
Dioptis ilerdina är en fjärilsart som beskrevs av Bates 1862. Dioptis ilerdina ingår i släktet Dioptis och familjen tandspinnare. Inga underarter finns listade i Catalogue of Life.